# 62. Модель для сборки
«62. Модель для сборки» — антироман аргентинского писателя Хулио Кортасара, написанный в Париже в 1968 году. Русский перевод принадлежит Евгении Лысенко. Зародыш этой «абстрактной», по словам писателя, книги содержится в главе 62 романа «Игра в классики» (1962).
Роман представляет собой связку сюжетных линий, действие которых происходит в Париже, Лондоне и Вене. Главный герой — аргентинский переводчик Хуан, подобно самому Кортасару, живущий в Париже и работающий на ЮНИСЕФ. Писатель называл эту экспериментальную книгу «своим уродливым, но любимым ребёнком»:

«62. Модель для сборки» — самая трудная, самая мучительная из моих книг из-за техники, которую она мне навязала. Поэтому, когда я её закончил, почувствовал не столько удовлетворение, сколько великое облегчение.